# موسم أعاصير المحيط الأطلسي 1971
كان موسم الأعاصير الأطلسي في عام 1971 نشطًا إلى حد ما مع العديد من العواصف الملحوظة. كان إعصار إيديث المداري، وهو الأقوى في الموسم، من فئة 5 على مقياس سافير-سيمبسون، وهي أعلى فئة على هذا المقياس. ضرب الإعصار نيكاراغوا في ذروتها، مما أسفر عن مقتل العشرات، ولاحقا ضرب جنوب لويزيانا. حتى عام 2003، كان إعصار جينجر ‏ يحمل الرقم القياسي لأطول مدة معروفة للإعصار المداري أو الاستوائي في شمال المحيط الأطلسي، والذي استمر لمدة 27.25 يومًا من أوائل سبتمبر إلى أوائل أكتوبر. يعد إعصار جينجر حاليا ثاني مرتبة في أطول مدة بعد الإعصار الأطلسي. انتقل ذلك النشاط الإعصاري إلى الشاطئ في ولاية كارولينا الشمالية، مما أدّى إلى هطول أمطار غزيرة ورياح مدمرة. وفي آب/ أغسطس بلغت عاصفة غير مسماه حالة إعصار شمالا أكثر من أي إعصار الأطلسي آخر. وفي الفترة بين 11 و 12 أيلول / سبتمبر، كانت خمسة أعاصير مدارية نشطة في الوقت نفسه، وهو الرقم القياسي للحوض الأطلسي.
موسم أعاصير المحيط الأطلسي المدارية في عام 1971
بدأ الموسم رسميا في 1 يونيو، [2] واستمر حتى 30 نوفمبر 1971. هذه التواريخ تحدد تقريبيا الفترة من كل عام التي تتكون فيها تلك الأعاصير المدارية في الحوض الأطلنطي. [3] مع كل ثلاثة عشر عاصفة استوائيّة والتي يتكون مع كل ستة منها إعصار مداري استوائي يبدأ الموسمّ. على الرغم من نشاط الموسم، بلغ إجمالي الأضرار في الولايات المتحدة حوالي 235 مليون دولار (بقيمة الدولار في عام 1971، والتي تقدر الآن بقيمة 1.42 مليار دولار أمريكي للعام 2018)، وهو ما أشار إليه بول هربرت، وهو خبير في مركز الأعاصير الوطني، أنه «كان صغيراً للغاية بالنظر إلى أننا ضربنا خمس عواصف في الولايات المتحدة» [3] وجاء معظم الضرر من العاصفة الاستوائية دوريا، التي أثرت على مناطق كثيرة من الساحل الشرقي للولايات المتحدة. ضرب إعصار فيرن تكساس بعد اتخاذه مسار غير عادي، مما أدى إلى سقوط أمطار غزيرة وتكوين فيضانات. زادت العاصفة الأولى «أرلين» في 4 يوليو قبالة سواحل ولاية كارولينا الشمالية. كان النشاط ثابتًا خلال معظم الموسم، وتلاشت العاصفة الأخيرة «لورا» في 22 نوفمبر.

## نظم

### الأنظمة
نشأت أصول أرلين من خروجها من جبهة باردة حيث أثارت العاصفة الساحل الشرقي للولايات المتحدة في الثاني من يوليو وتوقفت في الخارج. وفي اليوم التالي تشكلت وتطورت موجة أمامية حيث كان تطورها بشكل مطرد بسبب عدم الاستقرار الحراري. وفي الرابع من يوليو خاض النظام في منخفض استوائي على بعد حوالي 120 ميل (195 كم) جنوب شرق كيب هاتيراس، ولاية كارولينا الشمالية. [4] بينما في مراحل تكوينها، هطلت الأمطار على طول ساحل كاروليناس وبلغت ذروتها في 4.11 في (104 ملم) في بينوبوليس، كارولينا الجنوبية. [5] وتتبع الكساد اتجاه الشمال الشرقي بسبب سلسلة من التلال فوق نيو إنغلاند، ومر الإعصار بفقط جنوب شرق أوتر بانكس. بعد أن لاحظت طائرة هانتشنز هايتس الرياح العاتية، تمت زيادة الانخفاض إلى العاصفة الاستوائية أرلين في وقت متأخر من 5 يوليو. في ملخص ما بعد الموسم، لاحظ عالم الأرصاد الجوية نيل فرانك أن العنصر المفاجئ في تطوير أرلين كان سرعة عملية التحول.
استمرت أرلين شمال شرق البلاد حيث كانت تحتوي على كتلة دائرية من الحمل الحراري وأحزمة مطرية لولبية. [4] في أواخر 6 يوليو بلغت العاصفة ذروة الرياح حيث بلغت سرعتها 65 ميل / ساعة (100 كم / ساعة)، [6] بناءً على تقرير السفينة. وقد ضعفت بعد ذلك وانتقلت أرلين إلى إعصار لا مداري في أواخر 7 يوليو جنوب نيوفاوندلاند. آخر مرة تمت فيها ملاحظة الإعصار بعدها كانت في بدايات اليوم التالي. [4] [6] حيث انقلبت العاصفة على قارب في جراند بانكس في نيوفاوندلاند، وتم إنقاذ طاقم من 12 شخصًا. 

### إعصار لم يُذكر اسمه
```
منخفض من 
نوع هجين
 ظهر في شرق برمودا في التاسع والعشرين من يوليو وتحرك بسرعة باتجاه الجنوب الغربي قبل أن يتحول إلى انجراف الشمال الغربي. في 3 أغسطس، تم تصنيفه على أنه منخفض استوائي، وفي اليوم التالي، مر النظام بالقرب من برمودا. تسارعت حالة الانخفاض إلى الشمال الشرقي، لتتحول إلى عاصفة مدارية في الخامس من أغسطس. وقد اشتدت أكثر بسبب
الباروكليتي
، أو عدم الاستقرار المعزز من خلال مستويات مختلفة من الغلاف الجوي بسبب درجات الحرارة وتدرجات الرطوبة. في السادس من أغسطس، سجلت 
وحدة حفر
 على بعد 230 ميل (370 كلم) جنوب شرق نيوفاوندلاند مسببة رياحا مستدامة لـ90 ميل في الساعة (140 كم / ساعة) مع سرعة 126 ميل في الساعة (204 كم / ساعة) على ارتفاع 325 قدم (99 م). وهذا يشير إلى أن العاصفة وصلت إلى مركز إعصاري عند 46 درجة 
شمالا
، وهو الموقع الذي يقع في أقصى الشمال لتكثيف العاصفة الاستوائية ليصبح إعصارا.
قالب:Atlantic hurricane best track
```

على الرغم من الكثافة، لم يكن الإعصار استوائيًا بحتًا، وعلى الرغم من أن نصف قطر الرياح القصوى كان 35 ميل فقط (56 كم)، فإن البنية الحرارية لم تشبه الإعصار المداري، ولم يكن هناك ترسيب أو حمل حربي بالقرب من المركز. استمر الإعصار في اتجاه الشمال الشرقي وتبدد في السابع من أغسطس إلى الجنوب الغربي من غرينلاند. لم يتم تسميتها من الناحية التشغيلية، ولكن تمت إضافتها لاحقًا إلى قاعدة بيانات الأعاصير في المحيط الأطلسي.35 ميل (56 كـم)قالب:Atlantic hurricane best track

### إعصار بيث
في التاسع من أغسطس، تم تطويرمستوى أدنى من مستوى الإنخفاض قبالة سواحل فلوريدا، وفي اليوم التالي أنتج منخفضًا استوائيًا وتتبع الإعصار المطوّر حديثًا ببطء باتجاه الشمال الشرقي، حيث واجه في نهاية المطاف ظروفًا مواتية للتنمية. في الرابع عشر من أغسطس، اشتدت حدة الانخفاض في العاصفة الاستوائية «بيت» قبالة ساحل ولاية كارولينا الشمالية، وسرعان ما تحولت إلى إعصار بحلول يوم الخامس عشر من أغسطس. بعد الوصول إلى ذروة الرياح من 85 ميلا في الساعة (137 كم / ساعة) قبالة ساحلكيب كود، «بيت» ضعفت قليلا وانتقلت في وقت لاحق إلى الشاطئ قرببحيرة النحاس، نوفا سكوتيا. بعد ذلك بوقت قصير، اجتاحت بيث جبهة باردة قريبة وانتقلت إلى إعصار خارج المدارية.قالب:Atlantic hurricane best track
الإعصار ترك أضرار واسعة النطاق في أعقابه، وخاصة المحاصيل والبنية التحتية. هاليفاكس الدولي ذكرت 10.49 في (266 ملم) من الأمطار في 30 ساعة span التي تسبب الفيضانات على نطاق واسع. عدة جسور في المنطقة غسلها، في حين السكك الحديدية كانت تغطيها المياه، مما اضطر القطارات إلى تعليق عملها. عموما النقدية الضرر من بيت ويقدر ما يصل إلى 5.1 مليون دولار (1971 دولار أمريكي بقيمة32.6 مليون عام 2018 دولار أمريكي). شخص بصورة غير مباشرة في قتل الإعصار في الحوادث المرورية الناجمة عن هطول الأمطار الغزيرة.

### المنخفض الاستوائي الثامن
.في 11 أغسطس، زادت نسبة الانخفاض الاستوائي الثامن جنوب غرب فورت مايرز بولاية فلوريدا. وسرعان ما انتقل إلى الشاطئ، ووصل إلى بحيرة أوكي تشوبي قبل التوجه إلى الشمال الغربي. أثناء تحركه عبر الولاية، انخفض هطول الأمطار الغزيرة حوالي 10 في (250 ملم) على طول الساحل الغربي. في حديقة بينيلاس، أدت الأمطار الغزيرة إلى فيضانات مفاجئة أجبرت 200 أسرة على مغادرة منزلها، بما في ذلك إخلاء طائرة هليكوبتر. وقدرت الخسائر في المنطقة بمبلغ 250,000 دولار (وفقاً لقيمة الدولار عام 1971، 1.51 مليون دولار عام 2018).
ظهر المنخفض أيضاً في خليج المكسيك في الخامس عشر من أغسطس بالقرب من تامبا، ثم توجه فيما بعد إلى الشمال الشرقي قبل أن يسجل أدنى مستوى له. في السادس عشر من شهر أغسطس، اشتدت كثافة المياه عندما انتقلت إلى الشاطئ بالقرب من سيدار كي، حيث تم ملاحظة هبوب رياح بقوة الأعاصير لفترة وجيزة. تبدد الكساد في الإسبوع عشر من أغسطس فوق كارولينا الجنوبية، على الرغم من أنه أنتج في تلك الولاية أمطار غزيرة بلغ مجموعها 14.11 في 359 ملم في جزيرة سوليفان. في سافانا بولاية جورجيا المجاورة، أجبرت الأمطار نحو 100 أسرة على مغادرة منازلها في منخفض المناطق. واصلت الآثار إلى شمال شرق الولايات المتحدة عبر دول وسط الأطلسي ونيو إنجلاند، وعبرت إلى كندا في 20 أغسطس.
موجة استوائية انطلقت قبالة الساحل الغربي لأفريقيا يوم 13 أغسطس وتحركت غربا لعدة أيام قبل أن تنتظم في إعصار استوائي في 18 أغسطس على بعد حوالي 460 ميل (740 كم شرق بربادوس. وسرعان ما انتقلت عبر جزر الأنتيل الصغرى حيث تتسبب في هبوب الرياح التي تصل سرعتها إلى 58 ميلا في الساعة (93 كم/ساعة). كما تسبب الإعصار في هطول أمطار تصل إلى 6 بوصات (150 ملم) على بربادوس، وجزر المارتينيك. بعد الدخول إلى البحر الكاريبي الشرقي، يتكثف الإعصار إلى العاصفة الاستوائية كلو في 20 أغسطس. وبعد حوالي 18 ساعة بعد بلوغ مركز العاصفة الاستوائية، ازدادت حدة العاصفة بسرعة حتى تبلغ سرعة الرياح 105 كم/ساعة (65 ميل) عن 215 ميل (345 كم جنوب ممر مونا، حسبما ذكرت طائرة استطلاع.
بعد الوصول إلى ذروة كثافتها، بدأت العاصفة كلو في الضعف بينما اتجهت نحو الغرب والجنوب الغربي، وأخيرا في 22 أغسطس، وتحولت إلى منخفض جوي استوائي أضعاف ريدج إلى شماله متسببة في قطع انخفاض مستوى التدفق. وقد استمرت لعدة أيام غربا، فاقدة تكوينها تدريجيا. أثناء العبور نحو جنوب جامايكا أدت العاصفة إلى إجلاء SS Hope سفينة في كينغستون. وفي 25 أغسطس تحرك كلو نحو شاطئ بليز كإعصار استوائي ضعيف، وتبدد بعد ذلك بوقت قصير دون التسبب مطلقا في أضراراً كبيرة أو وفيات. وقد تسببت بقايا إعصار كلو في تكوين الإعصار ليلي شرق المحيط الهادئ.

### العاصفة الاستوائية دوريا
العاصفة المدارية دوريا، أغلى عاصفة هذا الموسم، تطورت من موجة استوائية في 20 أغسطس إلى شرق جزر الأنتيل الصغرى، وبعد خمسة أيام دون تطوير وصلت إلى وضع العاصفة الاستوائية إلى شرق ولاية فلوريدا. تحولت دوريا إلى الشمال، ووصلت إلى رياح بلغت سرعتها 65 ميل/ الساعة (105 كم/ ساعة), حيث كانت تجعل اليابسة بالقرب من مدينة مورهيد بولاية شمال كاروينا. تحولت الي الشمال الشرقي، وانتقلت عبر الأطلنطي الأوسط ونيو إنجلاند كعاصفة استوائية قبل أن تصبح عاصفة خارج المدارية فوق ولاية ماين في 29 أغسطس.
في ولاية كارولينا الشمالية، أنتجت دوريا الأمطار المعتدلة، مما أدّى إلى الفيضانات المحلية والأضرار. كما تسببت في إنتاج إعصارا قرب نورفولك، فيرجينيا مما ألحق الأضرار بإثني عشر منزلا وسقوط مئات الأشجار. كما أسقطت العاصفة الاستوائية دوريا الأمطار الغزيرة في ولاية نيو جيرسي، وقد بلغت ذروتها 10.29 في (261مم) في ليتل فولز. وقد أدى هطول الأمطار في ليتل فولز إلى تحطيم الأرقام القياسية لمستويات مياه النهر القياسية والفيضانات في عدة منازل، مما أدى إلى إلحاق الأضرار بعشرات المنازل في أنحاء الولاية. وقد تواصلت الأضرار المعتدلة وسقوط الأمطار على طول طريقها نحو نيو إنجلاند وجنوب شرق كندا. وإجماليا فقد تسبب العاصفة الاستوائية دوريا في وفاة سبعة أشخاص و 147.6 مليون دولار عام 1971 (أي ما يعادل 892 مليون دولار أمريكي عام 2018).

### إعصار فيرن
كان إعصار فيرن هو الأول من بين أربعة أنظمة استوائية تتطور بالارتباط مع حوض سطحي ممتد عبر خليج المكسيك إلى المحيط الأطلنطي المفتوح، جنبا إلى جنب مع جينجر وهيدي والإعصار المداري القوي. تطور الإعصار فيرن في الثالث من سبتمبر وسط المكسيك. وقد انتقل نحو جنوب ولاية لويزيانا في اليوم التالي، ولكن بسبب إعصار ريدجينج المتزايد فقد انتقل الإعصار فيرن في اتجاه الجنوب الغربي فوق المياه. في السابع من سبتمبر، اشتدت حدة العاصفة الاستوائية وتحولت إلى الإعصار الاستوائي فيرن؛ ومن النادر أن ينتقل إعصار استوائي فوق اليابسة في الولايات المتحدة القارية (باستثناء ولاية فلوريدا) ويحقق لاحقا حالة من العاصفة الاستوائية. تحول الإعصار فيرن في وقت لاحق إلى الشمال الغربي، وتكثف إلى إعصار في الثامن من سبتمبر. وسرعان ما وصلت ذروة رياحه إلى 90 ميل في الساعة (140 كم في الساعة), ولكنه ضعف في وقت لاحق حيث انحنى نحو الجنوب الغربي، منتقلا إلى الشاطئ في العاشر من سبتمبر بين فري بورت وماتاجوردا في ولاية تكساس كعاصفة استوائية. وقد تبدد فيرن في الثالث عشر من سبتمبر فوق شمال شرق المكسيك.   
ينذر إعصار فيرن بأن هطول الأمطار قد تصل إلى 5 بوصة (130 مـم) من الأمطار في جميع أنحاء جنوب فلوريدا، في حين أفادت التقارير أنها  بلغت 10 بوصة (250 مـم)  في جنوب شرق لويزيانا حيث قامت بأول هبوط لها، وعندما ضرب ولاية تكساس، نجم عنه رياح قوية تصل سرعتها إلى 86 ميل في الساعة (138 كم/س) ، إلى جانب تدفقها من 5 إلى 6 قدم (1.5 إلى 1.8متر) من الأمواج العاتية والأمطار الغزيرة؛ وقد بلغ أعلى معدل لهطول الأمطار 26.0 بوصة (660 مـم) في Beeville. كما تسبب  هطول الأمطار الغزير في حدوث فيضانات شديدة أدت إلى عزل العديد من البلدات  الصغيرة في الجزء الجنوبي الشرقي من الولاية، مما ألحق أضرارا ب7,500 مبنى  ، هذا وقد ترك اثنين من الوفيات غير المباشرة وبلغ قيمة الأضرار المعتدلة 30.2 مليون دولار (عام1971) (187 مليون دولار أمريكي عام 2018).

### إعصار أيديث
إعصار إيديث هو أقوى عاصفة في هذا الموسم وقد تطور من موجة استوائية في 5 سبتمبر متوجهة إلى شرق جزر الأنتيل الصغرى الجنوبية متحرك بسرعة عبر جنوب البحر الكاريبي ليتكثّف ويصبح إعصار قبالة الساحل الشمالي لأمريكا الجنوبية، حيثاشتتد ايديث بسرعة[] في 9 سبتمبر ليهبط على كيب جراسياس ديوس كإعصار من الفئة الخامسة على مقياس سفير_سيمبسون للأعاصير، والتي سرعان ما انخفضت شدتها على أمريكا الوسطى، وبعد دخولها لفترة وجيزة لخليج هندوراس، عبرت شبة جزيرة يوكتان في المكسيك، وبعد أن مرّت بخليج المكسيك، حولت بطن الموجة العاصفة إلى عاصفة شمالية_شرقية وإيديث بعد أن تم تعزيزها أثناء التسارع نحو الساحل، وهبطت على اليابسة في لويزيانا مع رياح بلغت سرعتها 105 كم/ساعة في 16 سبتمبر/أيلول، وقد ضعف إيديث بثبات فوق الأراضي حتى تبدد في جورجيا في 18 سبتمبر.
وقد تسبّب الإعصار في مقتل شخصين عندما مر بالقرب من أروبا ضارباً شمال شرق أمريكا الوسطى  باعتباره إعصار من الفئة الخامسة، فقد دمّر إيديث المئات من المنازل إلى جانب مقتل ما لا يقل عن 35 شخصا، كما تسبّب ارتفاع المد والجزر في ولاية تكساس في فيضانات ساحلية ولكن بأضرار قليلة، بينما تسبّب إيديث في أضرار تتراوح شدتها من متوسطة إلى شديدة في أجزاء من ولاية لويزيانا بسبب الفيضانات وتحول العاصفة إلى إعصار، فقد ضرب أحد الأعاصير والذي بلغت شدته F3 وفقا لمقياس فوجيتا العديد من المنازل وأصاب عدة أشخاص في باتون روج، كما امتد اندلاع الإعصار إلى شرق ولاية فلوريدا وبلغ إجمالي الأضرار في الولايات المتحدة 25 مليون دولار (عام 1971)(151مليون دولار عام 2018).

### إعصار جينجر
كان إعصار جينجر الاعصار الاطول امدا في المحيط الاطلنطي حتى عام 2003 حينما وجد أن إعصار سان سيرياكو 1899استمر لفترة أطول، وباعتباره الإعصار المداري الثامن والإعصار الموسمي الخامس، فقد قضى جينجر 27.25 يوما كإعصار مداري واستمر من 6 سبتمبر إلى 3 أكتوبر وتطورت العاصفة لتشغل منطقة كبيرة من الحمل الحراري عبر خليج المكسيك وغرب المحيط الأطلسي ففي التسع أيام الأولى من مدتها تتابع بشكل عام شرقا أو باتجاه الشمال الشرقي، بينما تزايد لتصل الرياح ذروتها 115 ميلا في الساعة (175كم/ساعة)، وفي 14 من سبتمبر تباطأ جينجر وتحوّل إلى مسار عام باتجاه الغرب مرورا بالقرب من برمودا في 23 سبتمبر وهناك نتج عن الإعصار رياح عاصفة وأمواج عالية ولكن بدون وجود أي ضرر.
بينما أصبح إعصار جينجر فوق المحيط الأطلنطي الغربي هو الهدف الأخير لمشروع ستورمفوري الذي يسعى إلى إضعاف الأعاصير عن طريق إيداع اليود الفضي في مراكز الأعاصير المدارية، حيث قامت طائرة بإسقاط إيوديد الفضة في مركز جنجر على الرغم من عدم وجود أي تأثير ناتج عن عين الجينجر الكبيرة وطبيعة انتشاره، وكان جينجر البذرة الأخيرة التي قام بوضعها  المشروع، فقد ضرب جينجر كارولينا الشمالية في 30 أيلول/سبتمبر وباعتباره إعصار صغير فقد ضرب الساحل برياح عاتية تسببت في انقطاع التيار الكهربائي في جميع أنحاء المنطقة، كما غمرت الأمطار الغزيرة المدن وألحقت أضرارا كبيرة بالمحاصيل، حيث أتلف 3 ملايين بوشل من الذرة ومليون بوشل من فول الصويا، وقُدرت الأضرار في الولايات المتحدة بمبلغ 15 مليون دولار (عام 1971)(60.4 مليون دولار أمريكي عام 2018)، وتنتشر الأمطار المعتدلة والرياح في الشمال البعيد عبر دول وسط المحيط الاطلسي، لكنه لم يذكر وجود أي أضرار كبيرة خارج كارولينا الشمالية.

### العاصفة الاستوائية  هايدي
```
كانت العاصفة الاستوائية هايدي آخر الأنظمة الاستوائية الأربعة التي تطورت من الحوض السطحي الممتد للضغط المنخفض، التي تشكّلت في 11 سبتمبر شمال شرق جزر 
الباهاما
 وتكثّفت إلى عاصفة استوائية في اليوم التالي. بعد أن تحركت هايدي في البداية إلى الشمال الغربي، انحنت باتجاه الشمال الشرقي وحققت أقصى ارتفاع لها في 65 كم / س (100 كم / ساعة) وذلك في 14 سبتمبر قبالة ساحل ولاية فرجينيا. فشلت العاصفة  في أن تصبح نظام محكم، فقد ضعفت تدريجياً بينما كانت تتسارع من الشمال إلى الشمال الشرقي. في 15 سبتمبر، بعد فترة وجيزة من انتقال هايدي إلى الشاطئ في ولاية ماين، تم إعصار لا مداري واسع النطاق فوق 
جبال الأبلاش
 الشمالية بامتصاصها.  
قالب:Atlantic hurricane best track
```

بشكل غير مباشر، لم تتسبب هايدي في أي وفيات أو أضرار بالغة. ومع ذلك، فإن العاصفة اللامدارية العريضة اجتذبت الرطوبة من هايدي، منتجة الأمطار من ولاية كارولينا الشمالية عبر شمال نيو انجلاد وبلغت ذروتها 9.38 في (238 ملم) في جنوب شرق ولاية بنسلفانيا. تسببت الأمطار الغزيرة في فيضانات واسعة أسفرت عن  مقتل أكثر من اثني عشر شخصًا وتركت آلاف السكان بلا مأوى في بنسيلفانيا ونيوجيرسي. وفيتشيستر، بولاية بنسلفانيا، انهار سد حجري، مما أجبر مئات العائلات على إخلاء المنازل والشركات والأعمال والطرق والجسور وإلحاق أضرار بها. أعلن الحاكم ميلتون شاب حالة الطوارئ في عدّة محافظات بنسيلفانيا عقب الفيضانات. 

### إعصار إيرين
أنتجت موجة استوائية منخفضاً استوائياً في 11 سبتمبر على بعد 800 ميل (1300 كم) شرق جزر ويندوارد وتعقب الإعصار غربًا تقريبًا عند خط عرض منخفض، مروراً بجزر ويندوارد الجنوبية وبعد ذلك فوق شمال أمريكا الجنوبية. في البحر الكاريبي الجنوبي الغربي، اشتد إلى عاصفة استوائية وبعد ذلك أصبح إعصار . وصل إعصار إيرين إلىاليابسة في جنوب شرق نيكاراغوا في 19 سبتمبر، وحافظ على دورانه أثناء عبوره للأراضي المنخفضة في البلاد. بعد إعادة التوازن إلى المحيط الهادئ، تم تغيير اسم إيرين إلى إعصار أوليفيا، الذي وصل في نهاية المطاف إلى رياح عاتية تبلغ 115 ميل في الساعة (185 كم / ساعة) قبل أن يضعف ويتبدد في شمال غرب المكسيك.
في المحيط الأطلسي، أنتجت إيرين الأمطار والرياح المعتدلة على طول مسارها، على الرغم من أن التأثير كان أعظم في نيكاراغوا حيث انتقلت إلى الشاطئ كإعصار . فقد دمّر 96 منزلاً، وقام بتشريد 1200 شخص . أدى هطول الأمطار إلى فيضانات واسعة النطاق، مما أسفر عن مقتل ثلاثة أشخاص في ريفاس. وفي كوستاريكا المجاورة، تسبب الإعصار إيرين بأكثر من مليون دولار (1971 دولار، 6.04 مليون دولار 2018 دولار أمريكي) في ضرر لمحصول الموز . كان الإعصار أول إعصار استوائي نشط تم تتبعه والذي انتقل إلى شرق المحيط الهادئ من المحيط الأطلسي.

### العاصفة الاستوائية جانيس
```
نشأت أصول جانيس من موجة استوائية انتقلت قبالة سواحل أفريقيا في 18 سبتمبر . وقد تطورت إلى منخفض استوائي في 21 سبتمبر / أيلول على بعد 1050 ميل (1700 كم) غرب-جنوب غرب الرأس الأخضر، التي كانت تشكل أقصى شرق العواصف المسماة هذا الموسم، في اليوم التالي، اشتدت حدة الانخفاض في العاصفة الاستوائية جانيس، ووصلت سرعة الرياح القصوى إلى 65 ميلا في الساعة (105 كم / ساعة).لم تصبح العاصفة محكمة جيداً، حيث كانت رياحها الذروية تقع شرق المركز الواسع. على الرغم من كونها في منطقة ذات مناخ مفضل لمزيد من التطوير، إلا أن جانيس ضعفت بسبب زيادة طاقة الرياح من إعصار جينجر . أصبح الدوران ممدودًا ومنفصلًا عن الحمل ، وفي 24 سبتمبر ضعفت العاصفة إلى منخفض استوائي. وفي وقت لاحق من ذلك اليوم، تبخرت جانيس شمال شرق جزر الأنتيل الصغرى حيث تم امتصاصها من قبل عاصفة الجينجر. وخلال ذلك الوقت، أنتجت الأمطار في منطقة شمال شرق الكاريبي، ووصلت إلى 4 درجات (100 ملم) في سانت كيتس ؛ لم يتم الإبلاغ عن أي ضرر أو الوفيات
```

### العاصفة الاستوائية  كريستي
```
أدى التفاعل بين الموجة الاستوائية والحوض العلوي إلى تطوير منخفض استوائي في 18 أكتوبر ، على بعد حوالي 685 ميل (1100 كيلومتر) شمال شرق بورتوريكو. سرعان ما تحرك إلى الشمال والشمال الشرقي ، تبعه منحنى إلى الشمال الشرقي. في 20 أكتوبر، ذكرت سفينة رياح من 45 ميلا في الساعة (72 كم / ساعة)، مما يشير إلى تكثيف المنخفض إلى أن أصبح العاصفة الاستوائية كريستي. ومع وصولها إلى هذه القوة، أنتجت جبهة باردة منتقاة هواءًا أكثر برودة وجفافًا فوق العاصفة. اشتدّت كريستي أكثر قليلاً حتى بلغت ذروتها 50 ميل في الساعة (85 كم / ساعة) قبل أن تصبح غير قابلة للتمييز عن الجبهة الباردة . بحلول 21 أكتوبر انتقلت إلى إعصار خارج المناطق المدارية قبل أن تتبدد بالقرب من جزر الآزور. 
```

### العاصفة الاستوائية لورا
```
العاصفة الأخيرة من الموسم، لورا، تشكلت في 12 نوفمبر في غرب البحر الكاريبي، وبلغت سرعة الرياح 70 ميل في الساعة (120 كم / ساعة) مع اقترابها من غرب
كوبا
. في جميع أنحاء الجزيرة، أنتجت العاصفة الأمطار الغزيرة، وبلغت ذروتها في 32.5 في (830 ملم). وقد تسببت الفيضانات الناتجة في مقتل شخص واحد بالإضافة إلى بعض الأضرار المحاصيل، كما أجبرت 26000 شخص على إخلاء منازلهم. في البداية، كان من المتوقع أن تتحرك لورا عبر الجزيرة وتؤثر على جنوب الولايات المتحدة، لكنها نفذت أنشوطة صغيرة وتحولت إلى الجنوب الغربي. انتقلت العاصفة إلى الشاطئ في
بليز
، هي إحدى أربع عواصف في نوفمبر . وحدث تأثير طفيف على آخر مكان سقطت فيه العاصفة لورا، وتلاشت في 22 نوفمبر فوق وسط 
غواتيمالا
. حصلت لورا على ثاني أعلى مستوى من 
طاقة الإعصار المتراكمة
 (ACE) في أي إعصار استوائي أطلسي لم يحصل على وضع هذا الإعصار من بعد  العاصفة استوائية في عام 
1913
.
```

### الأنظمة الأخرى

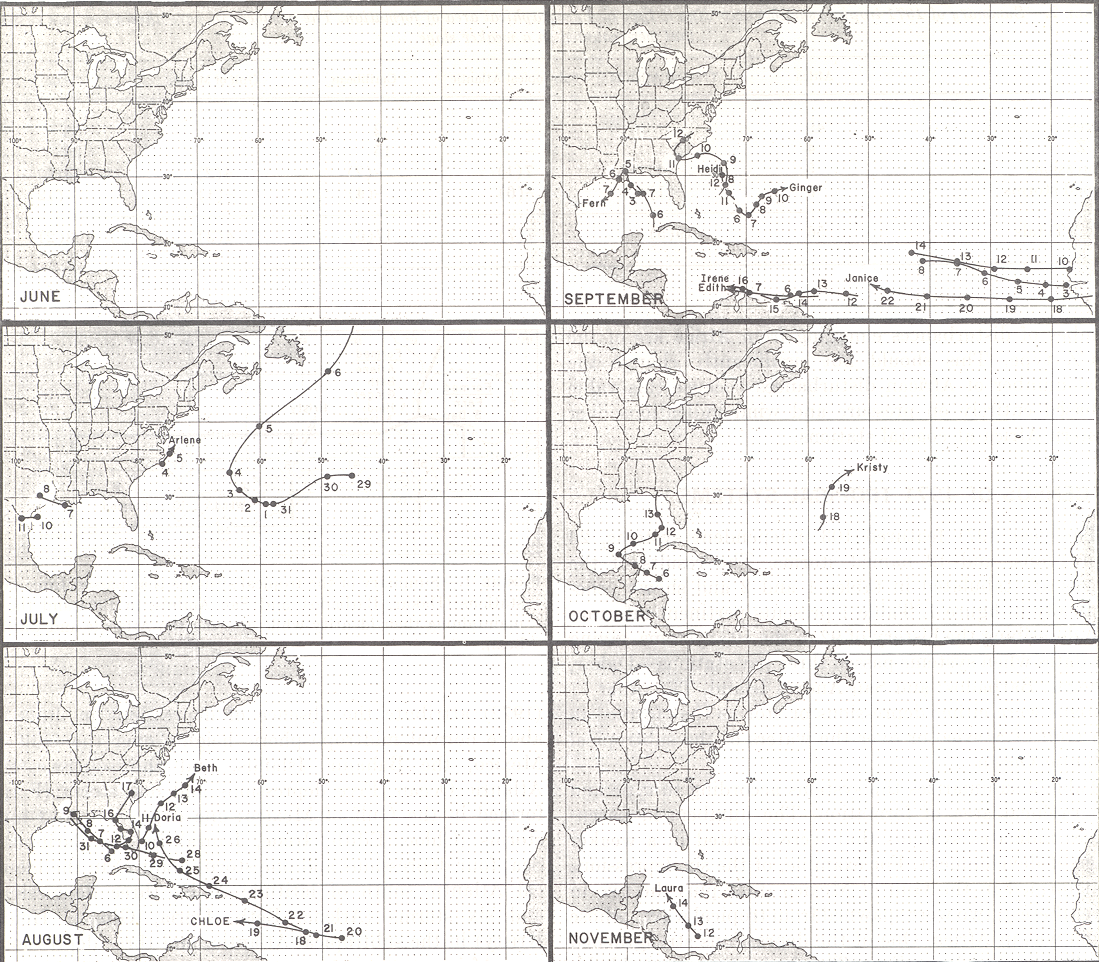
المسارات من جميع المنخفضات خلال عام 1971

بالإضافة إلى العواصف المسماة والأعاصير البارزة الأخرى، كان هناك العديد من المنخفضات المنخفضة خلال الموسم. بعد شهر يونيو  الخالي من  النشاط، تطورت ثلاثة منخفضات استوائية في الأيام العشرة الأولى من شهر يوليو. الأول أصبح العاصفة الاستوائية أرلين في 4 يوليو ، والثاني تشكل قبالة سواحل لويزيانا في 6 يوليو. تحول المنخفض الاستوائي الثاني باتجاه الغرب بسبب سلسلة من التلال إلى الشمال الشرقي ، ووقع غربًا من حدود تكساس / لويزيانا قبل أن يتبدد في الثامن من يوليو. وانخفض سلسلته 3.90 في (99 ملم) بالقرب من كارابيل في ولاية فلوريدا، ولكن أقل بكثير على طول مساره. بعد يومين فقط، تشكل منخفض استوائي آخر في شمال غرب المكسيك ، وانتقل بسرعة إلى الشاطئ في جنوب تكساس قبل أن يتبدد يوم 11 يوليو. أسقط الأمطار الخفيفة على طول مساره.
 في آب / أغسطس، كان هناك منخفضان استوائيان ، بالإضافة إلى العواصف المسماة و «المنخفض الاستوائي الثامن» البارز. الأول، المنخفض الاستوائي الخامس، تطور في خليج المكسيك المركزي في السادس من أغسطس . وقد وصل إلى اليابسة في ولاية لويزيانا بعد ثلاثة أيام، مما أدى في النهاية إلى تبديد الميسيسيبي. والآخر ، المنخفض الأحد عشر، تشكّل على الباهاما في أغسطس - آب 28. فقد تحرّك غربا ، ليعبر فلوريدا وخليج المكسيك قبل أن يتبدّد على جنوبيّ شرقيّ لويزيانا في سبتمبر - أيلول 1. أدى المنخفض إلى سقوط أمطار معتدلة على طول الساحل الخليج، بلغت ذروتها في 6.82 في (173 ملم) في جلف شورز، ألاباما.
كان هناك ثلاثة منخفضات غير استوائية في سبتمبر ، أولها كان  قبالة الساحل الأفريقي في 3 سبتمبر. انتقل غربًا وشمال غربًا، مرَّ بالقرب من الرأس الأخضر قبل أن يتبدد يوم 8 سبتمبر. وكان التالي هو  المنخفض الاستوائي الثامن عشر ، نشأ في 8 سبتمبر شرق فلوريدا من نفس الحوض الذي أنتج أيضا الفرن، الجينجر ، وهايدي. وتحرك في البداية نحو الشمال قبل الانحدار إلى الغرب، ليسقط بالقرب من حدود جورجيا / ساوث كارولينا في 11 سبتمبر قبل أن يتبدد في اليوم التالي. أما الآخر، وهو المنخفض الاستوائي التاسع عشر، فقد تطور قبالة سواحل أفريقيا في 10 سبتمبر، متجهاً نحو الغرب قبل أن يتبدد يوم 14 سبتمبر.